# عزیز عباس محیی‌الدین
عزیز عباس محیی‌الدین (انگلیسی: Aziz Abbes Mouhiidine؛ زادهٔ ۶ اکتبر ۱۹۹۸) بوکسور مراکشی‌تبار اهل ایتالیا است.